# رابرت هانتر
رابرت هانتر (انگلیسی: Robert Hunter؛ ۱۶۶۶ – ۳۱ مارس ۱۷۳۴) افسر، سیاستمدار، فرماندار و نمایشنامه‌نویس اهل ایالات متحده آمریکا بود. وی همچنین برندهٔ جوایزی همچون همکار انجمن سلطنتی شده‌است.